# Трубчёвка
Трубчёвка — деревня в Большереченском районе Омской области России. Входит в состав Старокарасукского сельского поселения.

## История
В 1928 году состояла из 94 хозяйств, основное население — белоруссы. В составе Карасукского сельсовета Большереченского района Тарского округа Сибирского края.

## Население
| 1926 | 2002 | 2010 | 2021 |
| ---- | ---- | ---- | ---- |
| 502  | ↘145 | ↘119 | ↘78  |